# Kreis Aken
Kreis Aken is een voormalige Kreis in de Duitse deelstaat Noordrijn-Westfalen. De Kreis had een oppervlakte van 546 km² en een inwoneraantal van 310.093 (31 december 2006). In 2009 zijn de stad en de Kreis gefuseerd tot de Stadsregio Aken.

## Steden en gemeenten
De Kreis bestond uit de volgende steden en gemeenten.(Inwoners op 30-6-2006):

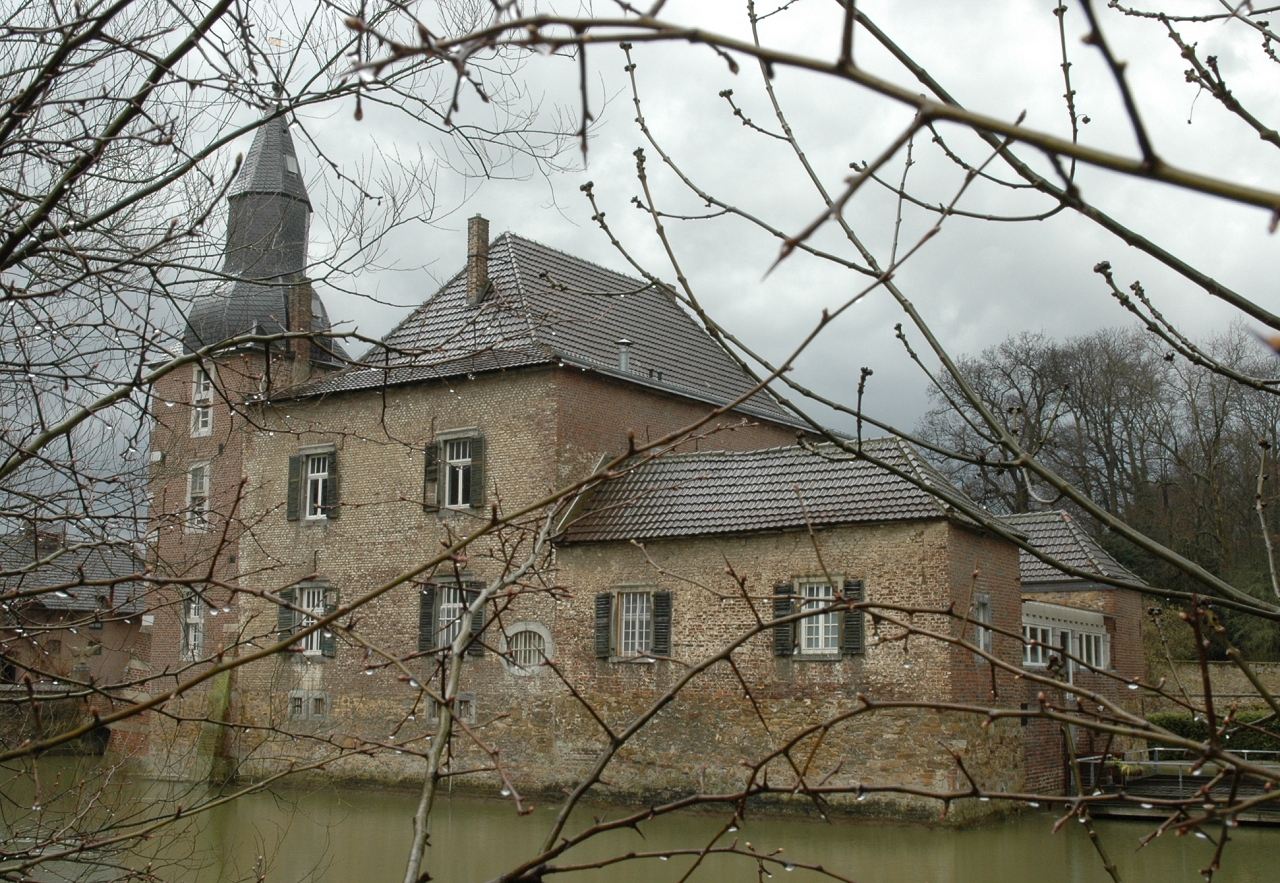
Burcht van Kambach in Eschweiler

| Steden 1. Alsdorf (46.301) 2. Baesweiler (28.198) 3. Eschweiler (55.720) 4. Herzogenrath (47.211) 5. Monschau (12.953) 6. Stolberg (58.618) 7. Würselen (37.320) | Gemeenten 1. Roetgen (8.175) 2. Simmerath (15.751) |

Zie ook: Lijst van Kreise en kreisfreie steden in Noordrijn-Westfalen
Aken · Alsdorf · Baesweiler · Eschweiler · Herzogenrath · Monschau · Roetgen · Simmerath · Stolberg · Würselen
1. ↑  (de)  Bevölkerung der Gemeinden Nordrhein-Westfalens am 31. Dezember 2020 – Fortschreibung des Bevölkerungsstandes auf Basis des Zensus vom 9. Mai 2011. Landesbetrieb Information und Technik Nordrhein-Westfalen (IT.NRW). Geraadpleegd op 21 juni 2021.